# 托奈布托讷
托奈布托讷（法語：Tonnay-Boutonne，法語發音：[tɔnɛ butɔn]）是法国滨海夏朗德省的一个市镇，属于圣让当热利区。

## 地理
托奈布托讷（45°58'4"N, 0°42'24"W）面积22.73 平方千米，位于法国新阿基坦大区滨海夏朗德省，该省份为法国西部滨海省份，北起旺代省，西临大西洋，南至吉倫特省，东南接多爾多涅省，东北接德塞夫勒省接壤，东临夏朗德省。
与托奈布托讷接壤的市镇（或旧市镇、城区）包括：阿讷宰、阿尔尚热、苏瓦河畔尚特梅勒、莫拉涅、莱努耶、皮迪拉克、大圣库唐、圣克雷潘、圣卢、托尔克塞。

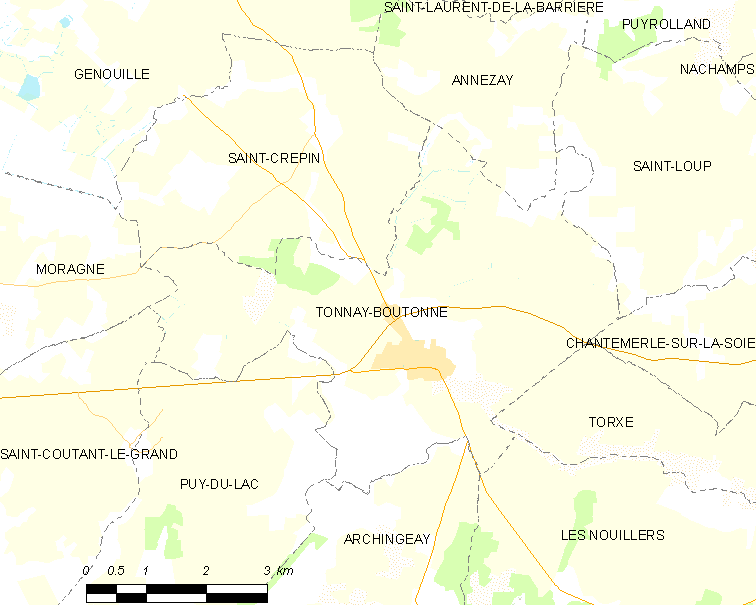
托奈布托讷的OSM定位图

托奈布托讷的时区为UTC+01:00、UTC+02:00（夏令时）。

## 行政
托奈布托讷的邮政编码为17380，INSEE市镇编码为17448。

## 政治
托奈布托讷所属的省级选区为圣让当热利县。

## 人口

1962-2008年间托奈布托讷人口变化图示

托奈布托讷于2022年1月1日时的人口数量为1190人。